# Johann Julius Gabelhofer
Johann Julius Gabelhofer, Gabelhofer János Gyula (Freistadt, 1753 – Pest, 1794. február 7.) teológiai doktor, egyetemi könyvtárigazgató, piarista rendi pap, tanár.

## Élete
Bécsben végezte tanulmányait. 1768-ban a piarista rendbe lépett; 1774-től szülővárosában a grammatikát és a szónoklattant és költészetet tanította s mint hitszónok általános kedveltségnek örvendett. 1786-ban II. József császár a pesti papnevelő intézethez teológiatanárnak nevezte ki, azonban betegeskedése miatt két év múlva tanári állásáról és az egyházi szónoklatról is lemondott. 
1788. szeptember 1-én teológiai doktori oklevelet nyert és a pesti egyetemen teológiai tanárrá nevezték ki. II. Lipót 1790. szeptember 22-én a pesti Egyetemi Könyvtárhoz igazgatónak nevezte ki.

## Művei
- Etwas über die Beleuchtung der Trenkischen Lebensbeschreibung. Berlin, 1788 (hátul J. G. B. aláirás)
- Predigt von dem Andenken an unsere abgeschiedenen Brüder am Allerheiligenfeste 1789. in der Hauptfarrkirche der k. Freistadt Pest gehalten. Pest
- Predigt am allgemeinen Dankfeste wegen Eroberung Belgraďs und wiederholter Siege über die Türken in der Hauptpfarrkirche der k. Freistadt Pesth am 15. Weinmondes 1789. gehalten. Pest
- Predigt vom Priesterstande am Peter und Paultage 1790. in der Piaristenkirche zu Pest bei Gelegenheit einer Primitz gehalten. Hely n.
- Predigt von der wohlthätig-weisen Anstalt Gottes, Menschen durch Menschen regieren zu lassen, am Dankfeste nach der höchstbeglückten hungarischen Krönung... Leopold II. in der Hauptpfarrkirche der königl. Freistadt Pest gehalten... Pest, 1790
- Ermahnung, zu mildthätigen Beiträgen in die Armenkasse; eine Predigt in der Hauptpfarrkirche der. k. Freistadt Pest am Weihnachtstage 1790. gehalten Pest, 1791
- Oratio piis manibus comitis Gideonis a Ráday. Hely n., 1792
- Predigt von den schrecklichen Verirrungen eines verderbten Volkes bei Gelegenheit des Dankfestes für die göttlichen Segnungen der k. k. Waffen in der Hauptpfarrkirche der königl. Freistadt Pest am 29. Wintermondes 1793

A 20. század elején a következő kézirati munkái voltak ismertek a budapesti Egyetemi Könyvtárból:
Beiträge, Beleuchtungen und rechtliche Urkunden zu Trenka Lebengeschichte; Lucubrationes historico-poeticae, Dankfeier des Patrioten über die öffentl. Erziehungsanstalten in den k. k. Staaten; Der Lichtstrahl von Josephs Weisheit in die Nebel der Vorurtheile, Freystadii, 1784.; Die Heldenfeier, ein Gesicht des Barden an der Aust, am 44-ten Geburtstage sr. R. K. apost. M. Joseph II.; Dissertationes ecclesiasticae, politicae etc.; Institutiones aestheticae. Pars. I. De stylo epistolari. De dialogis. De stylo et opere historico. De oratione. Pars II. De poesi. De dramate; Inquisitio critica in cl. d. Wolfg. Toth hum. prof. in archygymn. Budensi; De auctorum classicorum interpretatione (Interpretatio ad Virgilii Maronis Aeneidos lib. II. Georgicorum lib. II. Horatii Epistolas; különféle versek, beszédek és följegyzések; Catalogus librorum Julii Gabelhoffer.)